# مرغابی آبی
مرغابی آبی (نام علمی: Hymenolaimus malacorhynchos) نام یک گونه از تیره مرغابیان است.